# Pitanje časti
Pitanje časti (eng. A Matter of Honor) je osma epizoda druge sezone američke znanstveno-fantastične serije Zvjezdane staze: Nova generacija. 

## Radnja
Poseban program razmjene časnika dovodi Benzitea imena Mendon na Enterprise i daje Rikeru šansu da postane prvi federacijski časnik koji je služio na klingonskom brodu.

Rikerove pripreme za ovaj zadatak uključuju i lekciju poručnika Worfa o Klingoncima. Stečeno znanje Riker odmah iskoristi na Klingonskoj krstarici Pagh, kada kao prvi časnik mora nadjačati drugog časnika koji preispituje njegov autoritet.
U međuvremenu, Enterprise otkriva da zarazni oblik bakterije jede trup Enterprisea, ali i Pagha. Dok Enterprise kreće na kurs za presretanje kako bi upozorio Pagh, Klingonci otkriju bakteriju i dođu do zaključka da je Enterprise kriv za nju. Budući da ne mogu komunicirati sa skrivenim Paghom, Picard se zabrine i naredi uključivanje Enterpriseovih štitova, što Klingonci odmah protumače kao znak agresije.

Dok se Pagh priprema napasti, Riker izvadi i aktivira transponder za hitne slučajeve kojeg je dobio od Worfa prije odlaska s Enterprisea. Kapetan Pagha uzme uređaj te se odjednom nađe na Enterpriseu. Riker, sada kapetan Pagha, zahtjeva predaju Picarda i posade, dopuštajući Klingoncima da zadrže svoju čast kao ratnici.
Nedugo nakon toga, Enterprise pomogne u uklanjanju bakterije s klingonskog broda i vrati kapetana Pagha na njegov brod. Riker odmah predaje zapovjedništvo klingonskom kapetanu i vrati se svojim dužnostima na Enterpriseu.

## Vanjske poveznice
- Pitanje časti na startrek.com  Arhivirana inačica izvorne stranice od 15. srpnja 2009. (Wayback Machine)